# Pădurea Caracușeni (arie protejată)
Caracușeni este un sector reprezentativ cu vegetație silvică în raionul Briceni, Republica Moldova. Este amplasat în ocolul silvic Briceni, subparcelele 75M și 74R. Are o suprafață de 4,2 ha. Obiectul este administrat de Întreprinderea silvică Edineț.

## Caracteristici geografice
Aria protejată este situată în partea de nord-vest a satului Caracușenii Vechi, pe un versant cu expoziție nordică și nord-vestică cu grad de înclinare de 6-16° și altitudine maximă de 225 m. Din punct de vedere al delimitărilor silvice, pădurea Caracușeni se află în subparcelele 75M, în partea superioară a versantului (la sud), și 74R, în partea de mijloc a acestuia (la nord).

## Diversitate floristică
Zona luată sub ocrotirea statului reprezintă o suprafață de pădure cu arboret natural fundamental valoros de stejar pedunculat (Quercus robur), atribuită la categoria „Ecosisteme forestiere de stejar pedunculat cu cireș din nordul Moldovei”.
Au fost identificate 107 specii de plante vasculare, dintre care 11 specii de arbori, 8 de arbuști și 88 de specii de plante ierboase.

### Arbori
Arboretul este clasificat ca natural fundamental, de productivitate mijlocie (157 m3/ha),  echien. Factorul de consistență este 0,7-0,8. Vârsta constituie aproximativ 140 de ani (conform studiului din 2005).
Prevalează stejarii pedunculați (Quercus robur), întâlniți mai ales în subparcela 75M (97 de arbori). Diametrul mediu al acestor arbori constituie 58-64 cm, unele exemplare atingând valoarea de 140 cm. Înălțimea este de 20 m. 95% din stejari provin din semințe, restul din reproducere vegetativă. Deși este edificatorul comunităților vegetale din aria protejată, stejarul pedunculat fructifică aici foarte slab. Au fost evidențiate (în 2005) doar 5 exemplare de puiet de stejar de mărimea de 20 cm și niciunul de 0,5-5 m.
Au mai fost identificate următoarele specii: cireș (Cerasus avium), păr (Pyrus pyraster), jugastru (Acer campestre), ulm (Ulmus carpinifolia) și măr pădureț (Malus sylvestris). Cresc și câteva exemplare de specii alohtone: salcâmul (Robinia pseudacacia), arțarul american (Acer negundo), nucul (Juglans regia). În subparcela 74R crește un exemplar remarcabil de păr pădureț, cu înălțimea de 15 m și diametrul tulpinii de 110 cm.
În 2005, a fost documentați puieți aparținând a 9 specii de arbori, toate exemplarele având până la 4 ani: Acer campestre, A. negundo, A. platanoides, A. tataricum, Cerasus avium, Fraxinus excelsior, Juglans regia, Quercus robur și Robinia pseudacacia.
În apropierea fostei gospodării a pădurarului din subparcela 74R cresc câteva exemplare degradate de molid, care nu sunt incluse ca parte a biodiversității ariei protejate.

### Arbuști
Stratul de arbuști nu este uniform. În partea superioară a versantului, la liziera pădurii, s-au format pâlcuri de porumbar (Prunus spinosa) și cresc câteva exemplare de verigar (Rhamnus tinctoria, specie rară) și crușin (Frangula alnus). Este abundent (mai ales în subparcela 74R) socul (Sambucus nigra). Celelalte specii se întâlnesc sporadic. În subparcela 74R a fost înregistrat un exemplar remarcabil de  păducel (Crataegus monogyna) cu dimensiuni impresionante: înălțimea 8 m și diametrul tulpinii 22 cm (la bază 30 cm).
Lista completă a arbuștilor identificați în pădurea Caracușeni este redată în cele ce urmează:
- Crataegus monogyna
- Euonymus europaea
- Lonicera hylosteum
- Prunus spinosa
- Rhamnus tinctoria
- Rosa canina
- Sambucus nigra
- Swida sanguinea

### Ierburi
Stratul de ierburi nu este uniform: gradul de acoperire variază între 20-40% sub coronamentul arborilor și 80-100% în poieni și la marginea pădurii.
Primăvara devreme, până la apariția frunzelor pe copaci, înfloresc viorelele (Scilla bifolia), brebeneii (Corydalis solida) și scânteiuța (Gagea pusilla), iar peste câteva zile lăcrămioarele (Convallaria majalis) și toporașii (Viola mirabilis, Viola reichenbachiana).
Lista completă a speciilor ierboase este redată în cele ce urmează:
- Achillea collina Becker
- Agrimonia eupatoria L.
- Allium oleraceum L..
- Arctium tomentosumw Mill.
- Asparagus tenuifolius Lam.
- Astragalus glycyphyllos L.
- Ballota nigra L.
- Betonica officinalis L.
- Brachypodium sylvaticum (Huds.) Beauv.
- Campanula persicifolia L.
- Campanula trachelium L.
- Carex brizoidis L.
- Centaurea diffusa L.
- Centaurea stenolepis A. Kerner
- Cirsium arvense (L.) Scop.
- Chaerophyllum bulbosum L.
- Chaerophyllum temulum L.
- Chelidonium majus L.
- Clematis integrifolia L.
- Clematis recta L.
- Clinopodium vulgare L.
- Convallaria majalis L.
- Convolvulus arvensis L.
- Corydalis solida (L.) Clairv.
- Dactylis glomerata L.
- Daucus carota L.
- Elytrigia repens (L.) Nevski
- Euphorbia cyparissias L.
- Festuca valesiaca Gaudin
- Filipendula vulgare Moench
- Fragaria vesca L.
- Galeopsis speciosa Mill.
- Gagea pusilla L.
- Galium aparine L.
- Galium mollugo L.
- Galium verum L.
- Geranium robertianum L.
- Geum urbanum L.
- Glechoma hederacea L.
- Hypericum perforatum L.
- Iris graminea L.
- Knautia aevensis (L.) Coult.
- Lamium album L.
- Lamium amplexicaule L.
- Lamium purpureum L.
- Lapsana communis L.
- Laser trilobum (L.) Borkh.
- Lathyrus niger (L.) Bernh.
- Leontodon hispidus L.
- Leonurus cardiaca L.
- Lilium martagon L.
- Lotus corniculatus L
- Lysimachia nummularia L.
- Melica uniflora Retz.
- Mentha arvensis L.
- Phlomis tuberosa L.
- Physalis alkekengi L.
- Plantago major L.
- Polygonatum latifolium Desf.
- Primula veris L.
- Prunella vulgaris L.
- Pulmonaria mollis Wulf. ex Hornem
- Pyrethrum corymbosum (L.) Scop.
- Ranunculus polyanthemos L.
- Rubus idaeus L.
- Rumex acetosella L.
- Scilla bifolia L.
- Salvia nemorosa L.
- Setaria viridis (L.) Beauv.
- Silene noctiflora L.
- Stellaria holostea L.
- Solidago virgaurea L.
- Sonchus arvensis L.
- Teucrium chamaedrys L.
- Thalictrum minus L.
- Trifolium alpestre L.
- Trifolium repens L.
- Urtica dioica L.
- Veratrum nigrum L.
- Veronica austriaca L.
- Veronica chamaedrys L.
- Veronica hederifolia L.
- Vicia dumetorum L.
- Vicia villosa Roth
- Vinca herbacea Waldst. et Kit.
- Vincetoxicum hirundinaria Medik.
- Viola mirabilis L.
- Viola reichenbachiana Jord.

## Statut de protecție
Aria protejată Caracușeni este o suprafață reprezentativă de pădure de stejar pedunculat cu cireș caracteristică pentru pădurile din nordul Moldovei. Vârsta și parametrii biomorfologici ai stejarului o fac să fie singura pădure de acest fel din nordul țării.
Au fost evidențiate câteva exemplare remarcabile de stejar pedunculat, păr pădureț și păducel, cât și șase specii de plante rare, incluse în Cartea Roșie a Republicii Moldova: Rhamnus tinctoria, Lilium martagon, Vinca herbacea, Clematis recta, Clematis integrifolia, Frangula alnus.
Pădurea a fost luată sub ocrotirea statului prin Hotărîrea Sovietului de Miniștri al RSSM din 8 ianuarie 1975 nr. 5, fiind declarată monument al naturii. Statutul de protecție a fost reconfirmat prin Legea nr. 1538 din 25 februarie 1998 privind fondul ariilor naturale protejate de stat, în anexele căreia pădurea este atribuită la categoria „Monumente ale naturii de tip botanic, a) sectoare reprezentative de vegetație silvică”.
Ca măsuri de ameliorare a situației ecologice în rezervație, au fost recomandate eliminarea speciilor alohtone de arbori (Acer negundo, Robinia pseudacacia și Juglans regia), întreprinderea unor măsuri de regenerare a populației de stejari și desființarea drumului care traversează subparcela 74R.